# Андоайн
Андоайн (баск. Andoain (офіційна назва), ісп. Andoáin) — муніципалітет в Іспанії, у складі автономної спільноти Країна Басків, у провінції Гіпускоа. Населення — 14 679 осіб (2009).
Муніципалітет розташований на відстані близько 340 км на північний схід від Мадрида, 11 км на південь від Сан-Себастьяна.
На території муніципалітету розташовані такі населені пункти: (дані про населення за 2009 рік)
- Андоайн: 13102 особи
- Бурунца: 168 осіб
- Гойбуру/Сан-Естебан: 150 осіб
- Лейсоц: 238 осіб
- Сорабілья: 1021 особа

## Демографія
Динаміка населення (INE ):

## Уродженці
- Педро Марія Артола (*1948) — іспанський футболіст, воротар.

## Галерея зображень

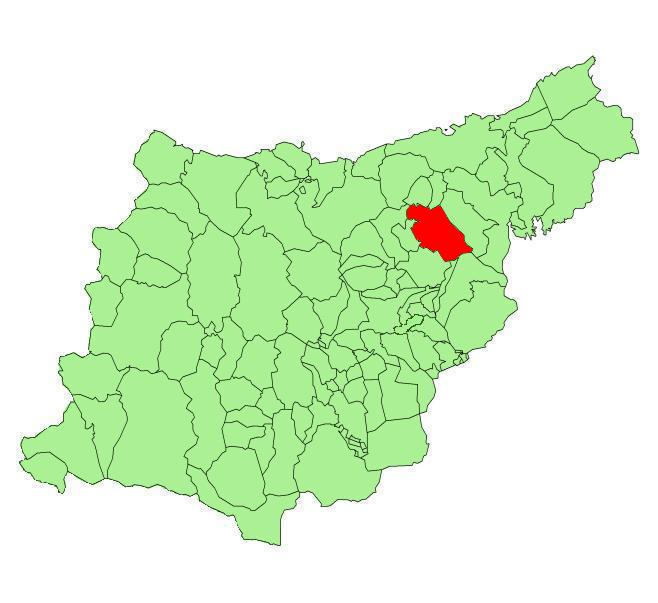
Розташування муніципалітету
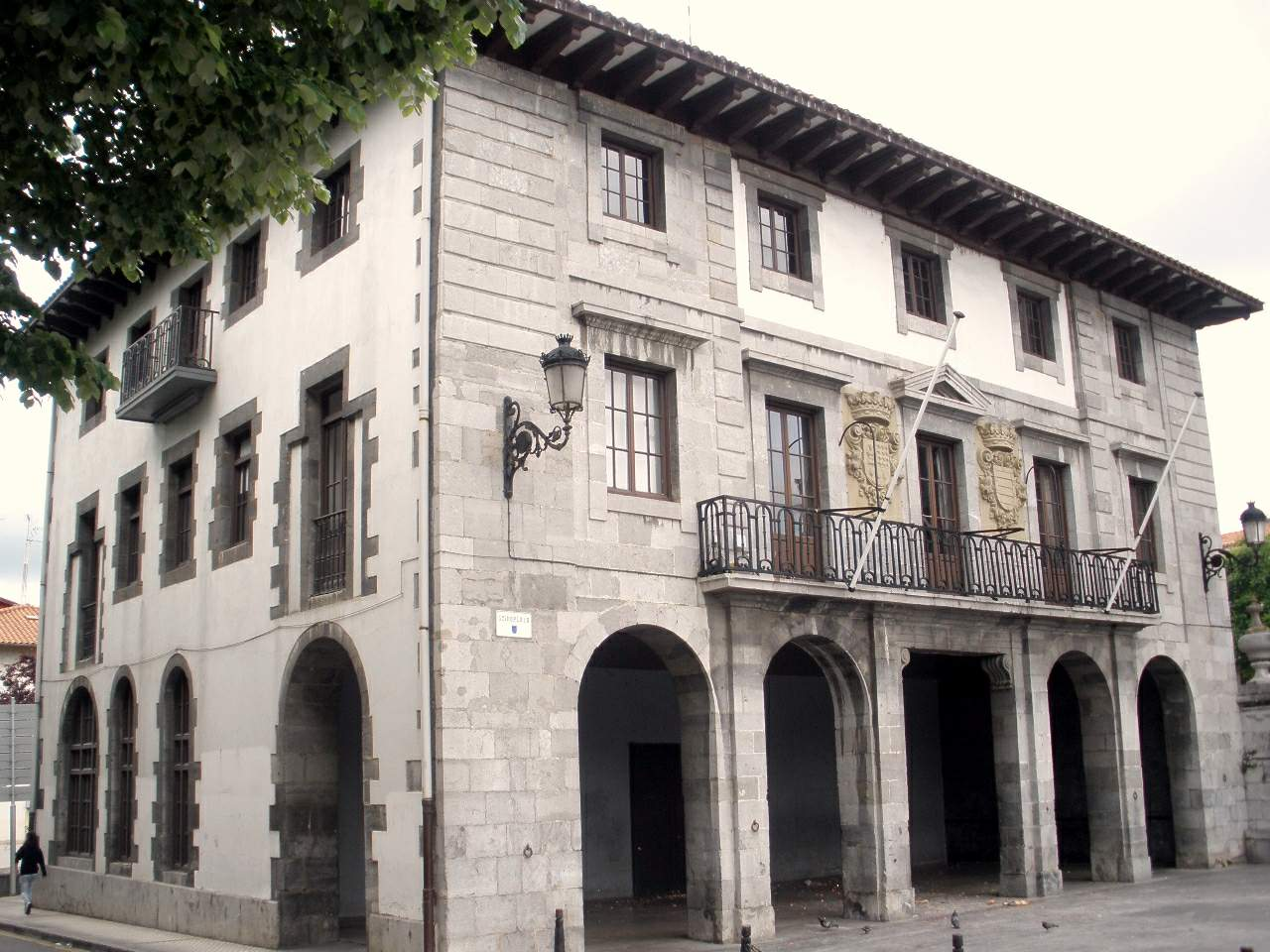
Муніципальна рада
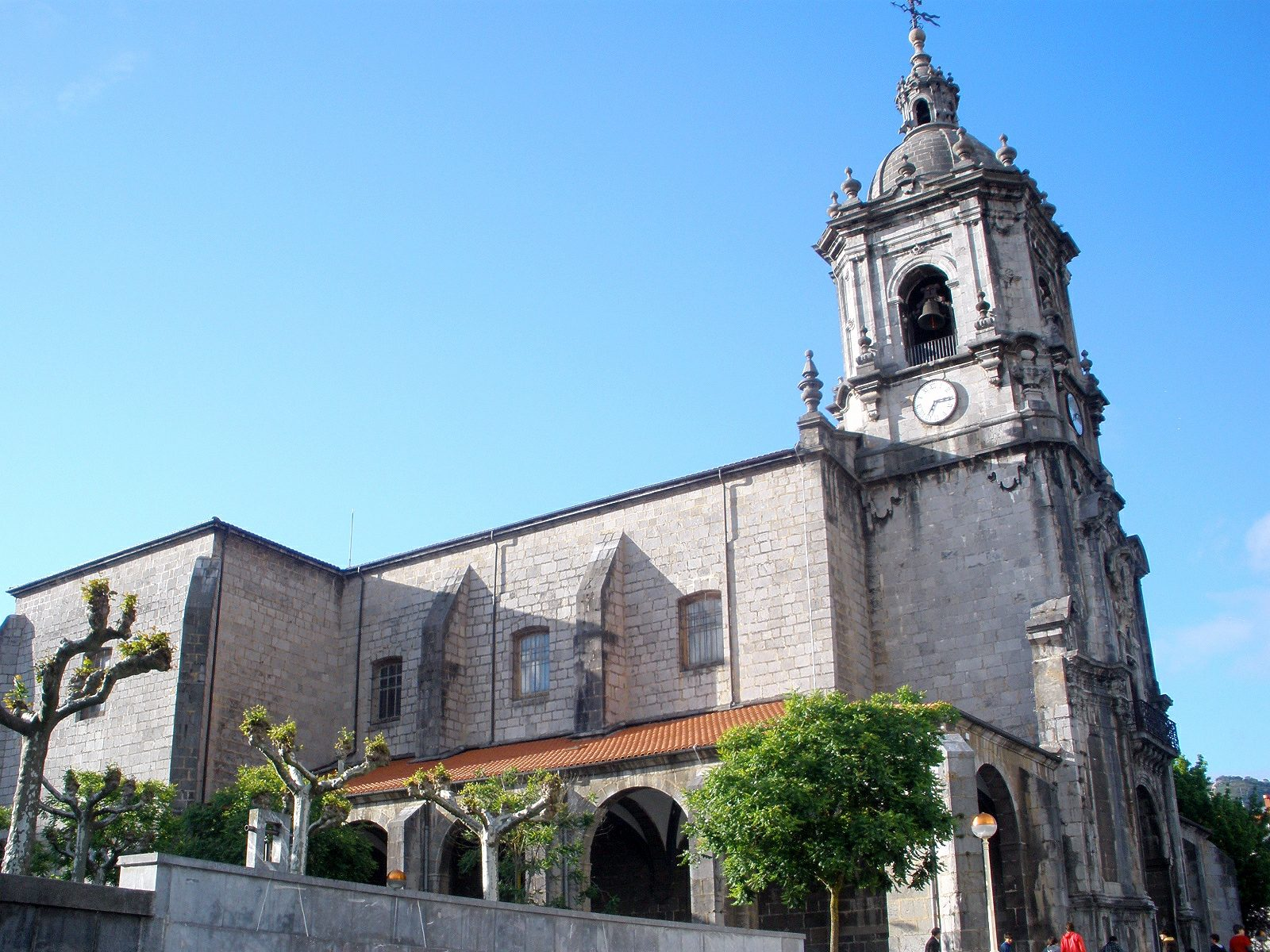
Парафіяльна церква Сан-Мартін-де-Тур